# شبه‌واقع‌گرایی
شبه‌واقع‌گرایی یا شبه‌رئالیسم (به انگلیسی: Quasi-realism)، دیدگاهی فرااخلاقی است که ادعا می‌کند:
1. جمله‌های اخلاقی گزاره‌ها را بیان نمی‌کنند.
2. در عوض، جملات اخلاقی نگرش‌های عاطفی را طوری منعکس می‌کنند که گویی ویژگی‌های واقعی هستند.

این امر شبه‌رئالیسم را به شکلی از غیر-شناخت‌گرایی یا بیان‌گرایی تبدیل می‌کند. شبه‌واقع‌گرایی در تضاد با سایر اشکال غیرشناخت‌گرایی (مانند عاطفه‌گرایی و تجویزگرایی عام) و همچنین با تمام اشکال شناخت‌گرایی (از جمله واقع‌گرایی اخلاقی و ذهنیت‌گرایی اخلاقی) قرار دارد.

## نمای کلی
شبه‌رئالیسم از روایت هیومی سیمون بلک‌برن از منشأ آرای اخلاقی ما، با تطبیق روایت تبارشناختی هیوم در پرتو نظریه بازی فرگشتی مشتق شده است. بلکبرن برای حمایت از ادعای خود، چالشی را مطرح کرده است، چالش بلکبرن نام دارد. با این توضیح: به هر کسی که بتواند توضیح دهد که چگونه دو موقعیت می‌تواند پاسخ‌های اخلاقی متفاوتی را طلب کند، بدون این‌که به تفاوت در خود موقعیت‌ها اشاره کند. از آن‌جا که این چالش عملاً غیرقابل حل است، بلک‌برن استدلال می‌کند که باید یک مؤلفه واقع‌گرایانه در مفاهیم اخلاق ما وجود داشته باشد.
بلک‌برن استدلال می‌کند که اخلاق نیز نمی‌تواند کاملاً واقع‌گرایانه باشد، زیرا این امر پدیده‌هایی مانند توسعه تدریجی مواضع اخلاقی در طول زمان را مجاز نمی‌داند. بلک‌برن در کتاب خود با عنوان شور و شوق‌های حاکم که در سال ۱۹۹۸ منتشر شد، اخلاق را به قایق نوراث تشبیه می‌کند که می‌توان آن را تخته‌به‌تخته در طول زمان تغییر داد، اما نمی‌توان آن را به یک‌باره از نو ساخت زیرا خطر غرق شدن وجود دارد. به همین ترتیب، نظریه بلک‌برن می‌تواند وجود نظریه‌های اخلاقی دیگر مانند نتیجه سنت‌های فرهنگی متفاوت را توضیح دهد. نظریه او به هر دو، علی‌رغم تناقض‌های متقابلشان، مشروعیت می‌دهد، بدون این‌که هر دو دیدگاه را از طریق نسبی‌گرایی رد کند. بنابراین نظریه شبه‌واقع‌گرایی بلک‌برن روایتی منسجم از کثرت‌گرایی اخلاقی ارائه می‌دهد. همچنین به نگرانی‌های جان مکی، که در استدلال او از طریق کوئیرنس (هیچ‌انگاری اخلاقی) مطرح شده است، در مورد ماهیت ظاهراً متناقض اخلاق پاسخ می‌دهد.
شبه‌واقع‌گرایی یک رویکرد فرااخلاقی است که امکان آشتی دادن اخلاق مبتنی بر اعمال، فضایل و پیامدها را فراهم می‌کند. تلاش‌هایی برای استخراج یک نظریه جامع اخلاقی از آن صورت گرفته است، مانند شبه‌فایده‌گرایی ایان کینگ که در کتابش با عنوان چگونه تصمیمات خوب بگیریم و همیشه درست باشیم (۲۰۰۸) به آن اشاره کرده است.